# Sedativo
Sedativo é o nome que se dá aos medicamentos que são capazes de reduzir a ansiedade e exercer um efeito calmante, com pouco ou nenhum efeito sobre as funções motoras ou mentais. O termo sedativo é sinônimo de calmante ou sedante. Um medicamento hipnótico ou sonífero deve produzir sonolência e estimular o início e a manutenção de um estado de sono que se assemelhe o mais possível ao estado do sono natural. Os efeitos hipnóticos envolvem uma depressão mais profunda do sistema nervoso central (SNC) do que a sedação, o que pode ser obtido com a maioria dos medicamentos sedativos, aumentando-se simplesmente a dose. A depressão gradativa dose-dependente da função do SNC constitui uma característica dos agentes sedativos-hipnóticos, na seguinte ordem: sedação, hipnose, anestesia, efeitos sobre a respiração/função cardiovascular e coma. Cada medicamento difere na relação entre a dose e o grau de depressão do SNC.